# Belle-Île-en-Mer

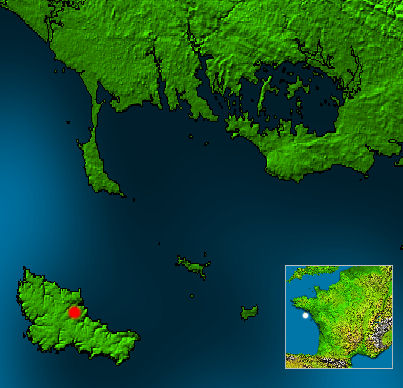
Belle-Île-en-Mer i förhållande till Bretagnes kust (vit prick på den infällda kartan) och den största hamnen Le Palais (markerad med en röd punkt)

Belle-Île-en-Mer eller Belle-Île (Ar Gerveur på bretonska) är en fransk ö belägen utanför Bretagnes kust i departementet Morbihan. Det är den största ön i Bretagne.
Administrativt utgör ön en kanton som är indelad i fyra kommuner: Bangor, Le Palais, Locmaria och Sauzon.

## Geografi

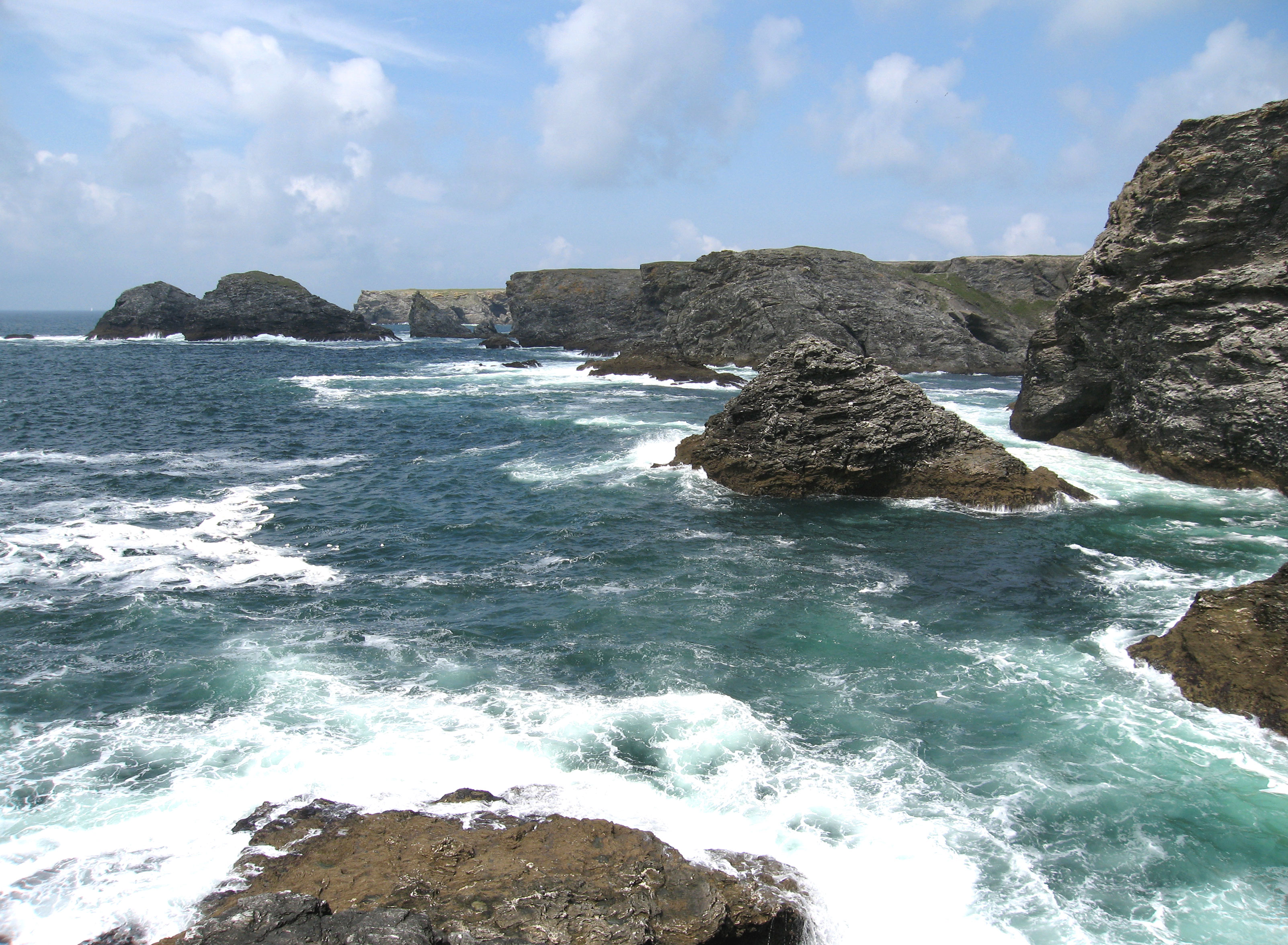
Côte Sauvage, den vilda kusten

Öns yta är drygt 85 km² och den genomsnittliga höjden över havet är 40 meter. Kusten är en blandning av farligt vassa klippkanter på sydvästsidan, Côte Sauvage ("den vilda kusten"), och lugna stränder och hamnar på nordöstsidan. Den största stranden är les Grands Sables. Ön har kustklimat, med mindre regn och mildare vintrar än fastlandet.
De två största hamnarna är Le Palais, som trafikeras av en färja från Quiberon, och Sauzon som kan nås med färja från både Quiberon och Lorient.

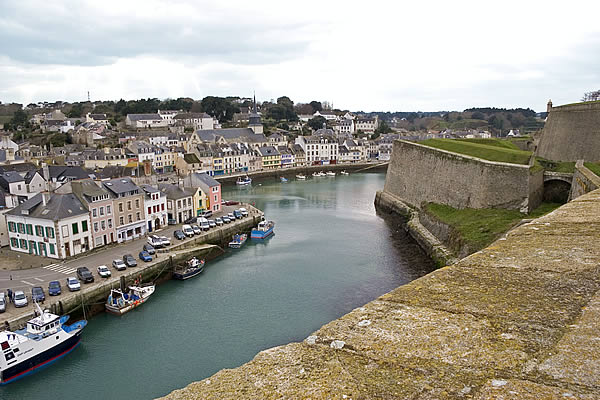
Le Palais

Förr fanns skogar på ön, men dessa har varit försvunna sedan länge beroende på ett utökat jordbruk.

## Historia
Belle-Île-en-Mer avsnördes från fastlandet ungefär 6000 år f.Kr., vilket var tidigare än de närliggande öarna Houat och Hoêdic. Arkeologiska fynd från bronsåldern tyder på att folkmängden ökade vid denna tid, troligen beroende på förbättrade kunskaper i sjöfart.
Det antika romerska namnet på ön verkar ha varit Vindilis, vilket under medeltiden förändrades till Guedel. Under 800-talet tillhörde Belle-Île-en-Mer grevskapet Cornouaille.
Munkarna i klostret Sainte Croix i Quimperlé överlämnade 1572 ön till familjen Retz. Efter detta kom den att tillhöra familjen Fouquet. Ön befästes av Vauban på uppdrag av Nicolas Fouquet. Detta var innan Fouquet hamnade i onåd hos Ludvig XIV. Ön överlämnades till kungen 1718.
Den hölls av engelska trupper från 1761 till 1763 när Frankrike fick den i utbyte mot Nova Scotia, och en stor del av dagens befolkning härstammar från repatrierade akadier som återvände till Frankrike när Akadien (Nova Scotia) förlorades till Storbritannien under the Grand Expulsion.
Idag består befolkningen av ungefär 4 000 personer som till övervägande delen livnär sig på turism och fiske. Under somrarna ökar folkmängden dramatiskt eftersom många äger ett fritidshus på ön.

## Kultur

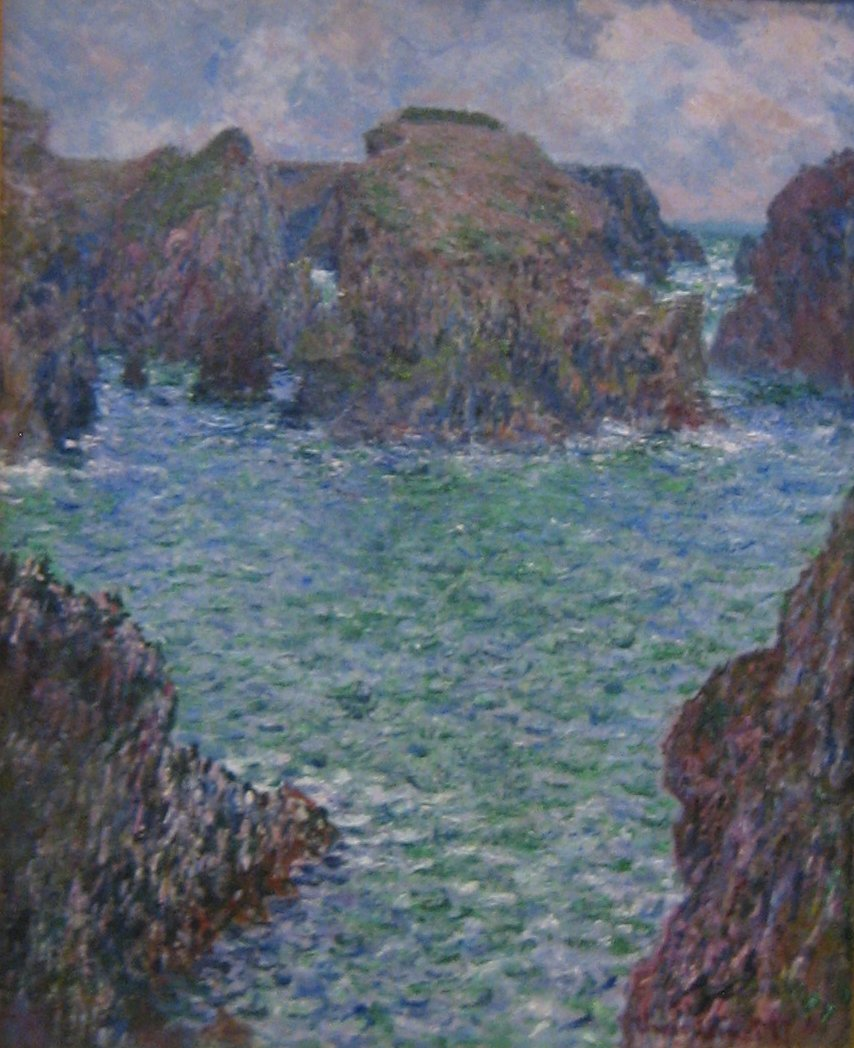
Port-Goulphar, Belle-île, olja på duk av Claude Monet, 1887, Art Gallery of New South Wales

Lyrique en Mer/Festival de Belle île är västra Frankrikes största operafestival. Den grundades 1998 av den amerikanska operasångaren Richard Cowan. Varje sommar sätts två operor upp. Det ges också kyrkomusikkonserter i samtliga öns fyra historiska kyrkor och dessutom många mindre konserter. Lyrique en Mer har stort stöd från både Frankrikes näringsliv och olika offentliga instanser.
En del av äventyrsromanen Mannen med järnmasken av den franska 1800-talsförfattaren  Alexandre Dumas d.ä. utspelas på Belle-Île-en-Mer. Ön är också platsen där Porthos, en av gestalterna i Dumas De tre musketörerna, dör nära Locmaria.
Under 1870- och 1880-talet målade den franska impressionisten Claude Monet den franska landsbygden och dramatiska scenerier så som klipporna på Belle-île-en-Mer. Monets svit med målningar av klipporna på ön mottogs mycket positivt av Paris konstvärld när han visade dem för första gången 1887. Första gången Auguste Rodin såg havet vid Bretagnes kust utropade han: "Det är en Monet."